# 加州大學聖地牙哥分校
（常用縮寫），是美國一所公立研究型大学。同时，依据卡内基高等教育机构分级，为全美131所“最高学术产出”的学府之一。加利福尼亚大学聖地亞哥分校成立於1960年，最初与斯克里普斯海洋研究所相邻，是加州大學系統中第七个成立的校区。該校位於美國加利福尼亞州南部城市聖地亞哥以北城鎮拉霍亞的太平洋滨海，同时其校园也是所有加州大學校区中第二大、共佔地866公頃，僅次於戴維斯分校。
加利福尼亚大学聖地亞哥分校一共有七个本科生通识学院、五个学术型研究学院（雅各布工程学院、生命科学学院、物质科学学院、文学艺术学院和社会科学学院）和六个专业型研究学院（赫伯特·沃特海姆公共卫生与人类长寿科学学院、斯凯格药学院、医学院、全球政策和战略学院、雷迪管理学院和斯克里普斯海洋研究所）。加利福尼亚大学聖地亞哥分校医院也隶属于该校，为医学、药学学科提供科研场所以及为附近居民提供医疗服务。此外，加利福尼亚大学聖地亞哥分校还拥有19个独立研究所，包括聖地亞哥超级计算机中心、高通研究所、能源科学研究所等。大学和其他研究机构广泛展开研究合作，在2017年美国科学基金会的榜单中，加利福尼亚大学聖地亞哥分校的科研经费投入超过了11亿美元，在全美所有大学中名列第七。
聖地亞哥加州大學雖然建校只有短短的六十年，但是已經成為美國頂尖以研究科學為主，且學術聲望非常高的研究性公立大學，也被譽為「公立常春藤」之一，同時也是美國重要的學術聯盟美國大學協會的成員。截止2018年10月，加利福尼亚大学聖地亞哥分校的校友、教授及研究人员中，共有二十七位诺贝尔奖得主、三位菲尔兹奖得主、八位美国国家科学奖章得主、八位麦克阿瑟奖得主和两位普利策奖得主。另外，在现教职员工中，一共有29名美国国家工程院院士、70名美国国家科学院院士、45名美国国家医学院院士和110名美国文理科学院院士。

## 校園

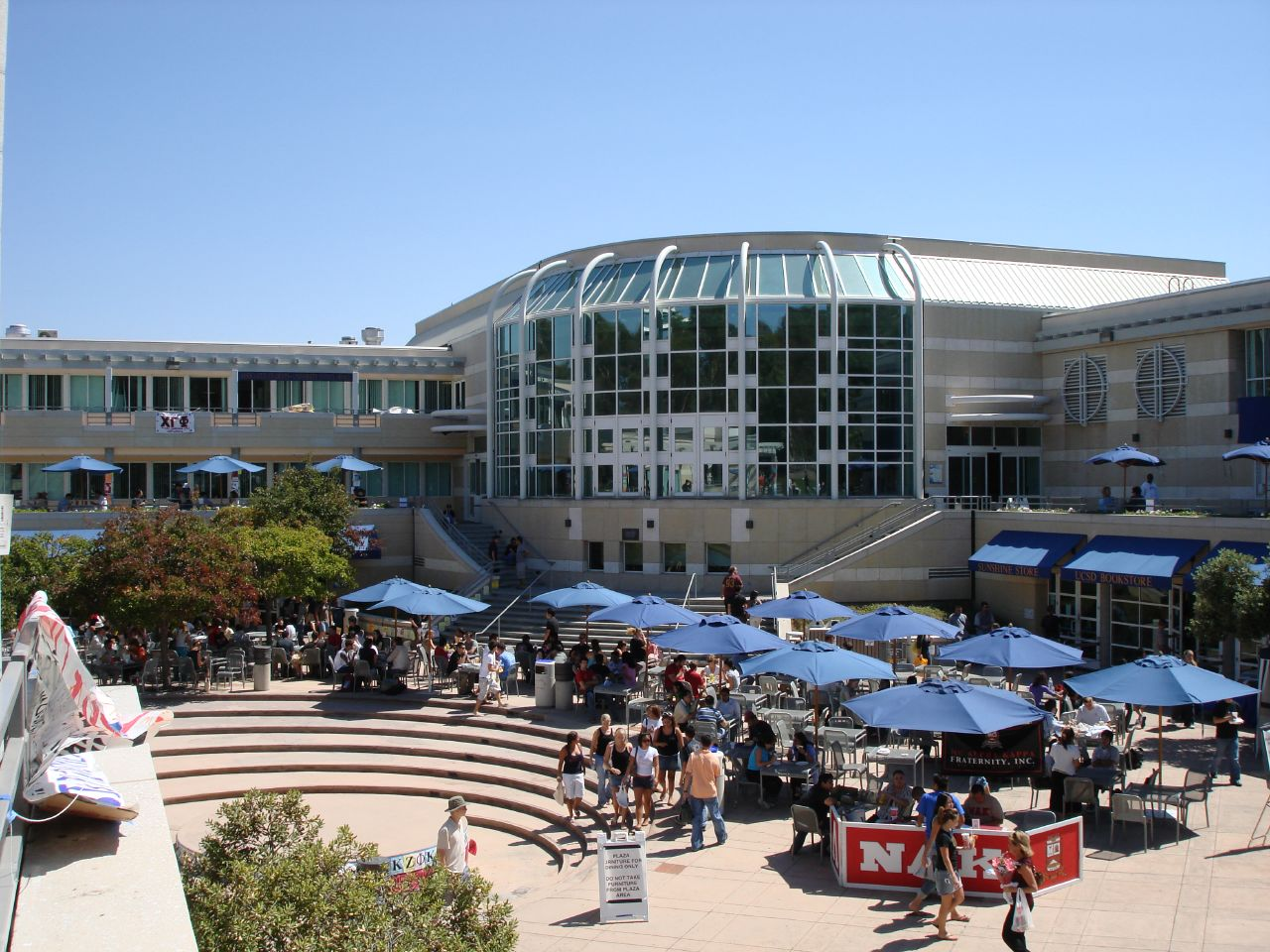
Price Center，為校園內學生活動的中心

在1964年，学校刚开始授课的时候，加利福尼亚大学聖地亞哥分校只包含了瑞弗爾學院（Revelle College）和斯克里普斯海洋研究所。而随着学校招生人数的攀升，校园的占地也随之不断增大。在1960至1990年间，不断有新的本科生学院开设，使得本来沿着5號州際公路建立的学校不断地向东西延拓。

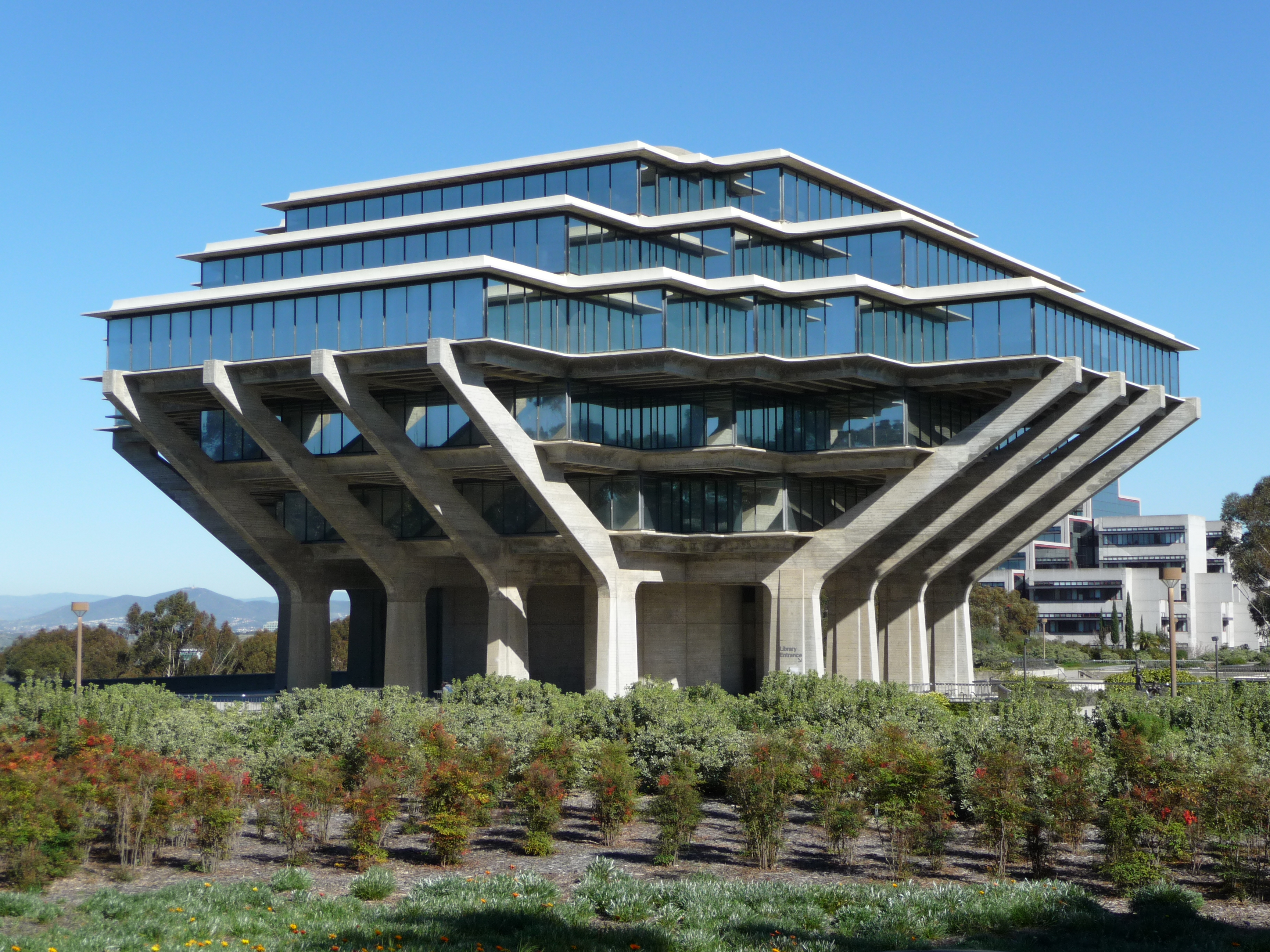
蓋澤爾圖書館

1982年，学校合并了原有的两个工程学系建立了新的工程学院。而出于工程学院的学术研究和产业连携需求，也有许多新的设施不断被建造后投入使用。其中主要有1986年建成的聖地亞哥超级计算机中心、2003年建成的鲍威尔-福熙生物工程楼、和2012年建成的结构和材料工程楼。此外，两个新的职业型研究学院、全球政策和策略学院和雷迪管理学院的落成，以及罗斯福学院的新增。这些建设使得校园不断向北扩展。
該大學校園面積約2,141英畝（866公頃），內建的運動設施一應俱全，有兩座游泳池、超過20個場地的網球場、2個運動跑道、舉重與健身房、20個以上壁球場、桌球、瑜伽室、籃球場、足球場等。其大學體育隊名叫「特里顿」，意為「海神之子」。

## 组织架构
作为加州大学系统的十个校区之一，加州大学聖地亞哥分校由一个26人组成的管理委员会进行管理，其中18名由加利福尼亚州州长任命，7名由校内教职工兼任，剩余一名则为学生委员。学术发展政策由学校教员组成的学术参议院（Academic Senate）底定。学校的校长（President）由州长任命，而教务总长（Chancellor）由校长任命。现任教务总长普拉迪普·科斯拉。在教务总长之下，有九个教务次长分管学术事务、研究、多样性、海洋科学、学生事务、规划、公共关系、商务关系和健康科学。

### 学院系统
本科學院系统是该校的一個特色。其組織方式是從牛津大学和剑桥大学引用過来的，与普林斯顿大学類似。每個学院有它自己的校园和学生宿舍，其學科也各不相同，每個学院的学科要求和學術哲学也各不相同。不論學生選擇哪個學院，學生也可以在聖地亞哥加州大學所提供的任何学科里獲得學士學位。
聖地亞哥加州大學有七個本科學院:
- 瑞弗爾學院 （Revelle College）
- 登巴·繆爾學院（John Muir College）
- 瑟古德·馬歇爾學院（Thurgood Marshall College）
- 厄爾·沃倫學院（Earl Warren College）
- 埃莉諾· 羅斯福學院（Eleanor Roosevelt College）
- 第六學院（Sixth College）
- 第七學院（Seventh College）

1964年建立的瑞弗爾學院是該校的第一個學院，其主要方向是西方古典主義的文學藝術。 1967年建立的登巴·繆爾學院是第二個學院，提供彈性且有選擇性的基本教育。 1970年建立的瑟古德·馬歇爾學院強調合作和多文化主義。 1974年建立的厄爾·沃倫學院強調全面化的教育，同時要求其學生選擇兩個不相關的學科作為主科。 1988年建立的埃莉諾· 羅斯福學院強調全球化，其教育結合文化和跨學科，包含西方和非西方的文化。 2002年建立的第六學院強調文化、藝術和技術中的歷史和哲學聯繫。
基本上，七個學院各有特色，但是一般來說，學院各有不同的通識教育課程（General Education Requirement），並且要求學生完成這些課程才能畢業。因此，各個學院的通識課程，在難度上存在著嚴重的差異。不同的學院的學生會在一起上自己專業或者非專業的課，只是上的通識教育課程不一樣和宿舍不一樣。
其中，學校大多數學生認為瑞弗爾學院（Revelle College）最為困難，就算瑞弗爾學院的學生，相關的主修學科與數學、科學、歷史等無關，瑞弗爾學院也會通過其通識教育課程，要求其學生完成相關科目。
瑞弗爾學院的通識課程，包括三個學期（Quarter System）的微積分（積分、導數、多元微積分），五個學期的人文學科（「西方文明的基礎：以色列與希臘」、「羅馬、基督教與中世紀」、「文藝復興、改革與近代歐洲」、「1660年至1848年的啟蒙運動、浪漫主義與革命」、「1848年以來的現代文化」），五門自然科學（一門生物學，四門化學或物理學，包括有機化學、力學、熱物理學、量子力學等等），一門美國文化課（包括美國種族研究、美國歷史等等），兩門社會科學課（經濟學、政治學、心理學、社會學、語言學等等），一門美術課（音樂、戲劇、舞蹈、視覺藝術等等）。除此之外，瑞弗爾學院需要精通一門外語（中文、拉丁文、法文、希臘文、德文、意大利文、韓文、俄文等等）。
在各個學院的通識教育課程中，公認第二困難的通識教育課程是埃莉諾· 羅斯福學院（Eleanor Roosevelt College, ERC）的課程，因為其學院的學生，必需完成五個學期的「現代世界的製造」（Making of the Modern World, 簡稱MMW），而這些課程中包含了大量社會科學領域和世界历史的相關知識（MMW11: 人类起源，人类的进化; MMW12: 罗马帝国，基督教，佛教，中国，中东与伊斯兰教; MMW13: 中世纪至早期近代史; MMW14: 革命、工业化与帝国主义; MMW15: 二十世纪与之后：一战、二战、冷战与现今社会），同时需要完成至少一门自然科学，一门艺术类课程（要求同瑞弗爾），一门语言（高中在母语不为英语的国家的学生可以免除此项要求）与三门区域历史（欧洲、中东、非洲、欧亚、美洲或亚洲选其一）。然而，因為埃莉諾· 羅斯福學院的課程中，沒有嚴格的數學要求，更沒有針對西方文明而設的課程（可选择学习任何地区的历史），所以整體來說埃莉諾· 羅斯福學院，與瑞弗爾學院比較下，相對地容易不少。
至於其他五個學院的通識課程，比起埃莉諾· 羅斯福學院與瑞弗爾學院簡單，而五個學院之間的通識教育課程，難度也有區別。其中最簡單的是登巴·繆爾學院（John Muir College）。因為大學對學術的追求、以瑞弗爾學院為首的嚴肅學習風氣與通識教育課程、及大學的地理位置（在拉霍亚郊区），學園裏到處充斥著學霸、書呆子的聖地亞哥加州大學，擁有著「沒有社會交際的加州大學」（University of California of the Socially Dead）的稱號。

### 研究中心

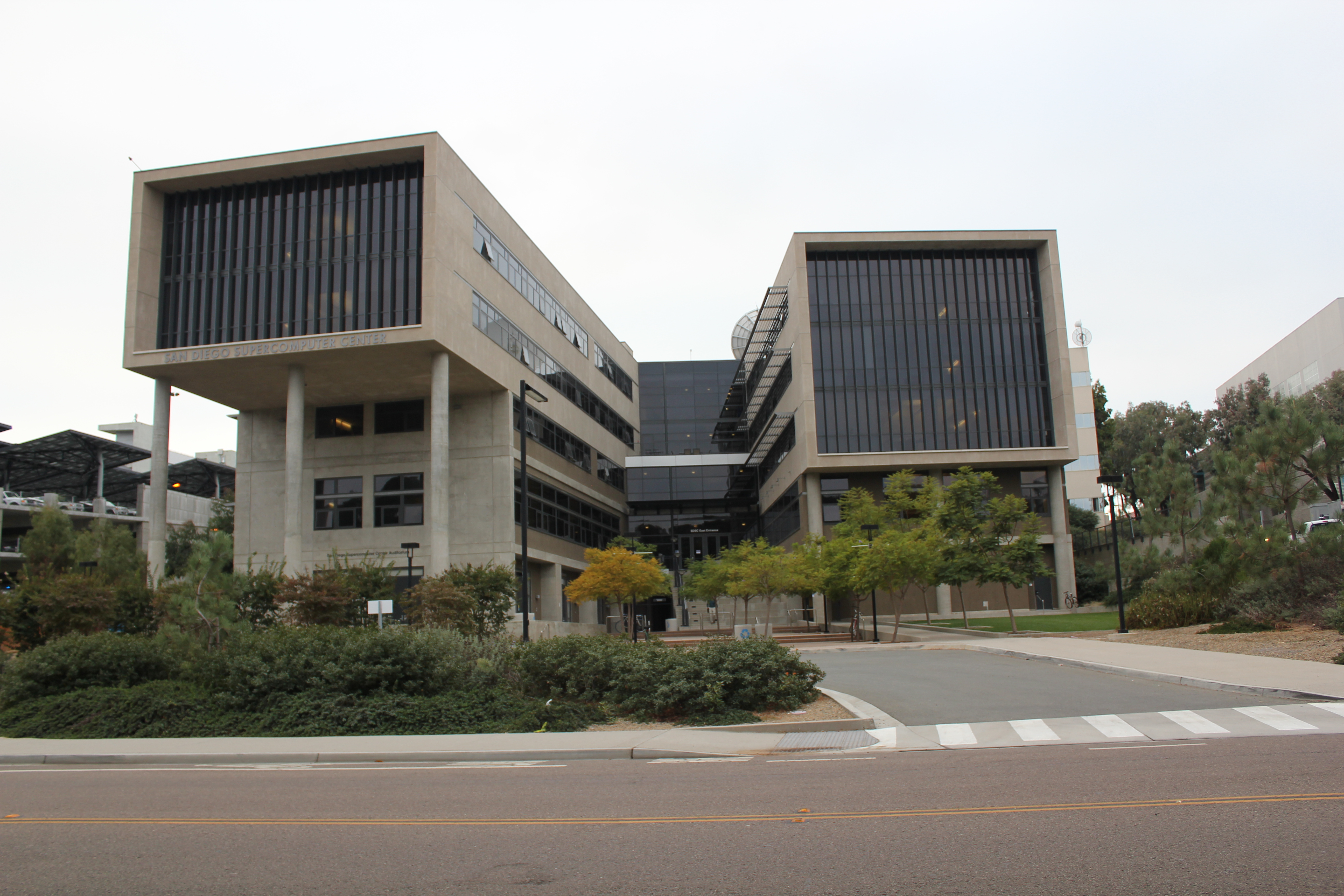
聖地亞哥超級計算機中心

- 斯克利普斯海洋研究所 (Scripps Institution of Oceanography)
- 聖地亞哥超級計算中心 (San Diego Supercomputer Center)
- 加州電信及信息科技學院 (California Institute for Telecommunications and Information Technology)
- 聖地亞哥加州大學醫學中心 (UC San Diego Medical Center)

聖地亞哥加州大學是美國重要的學術研究中心，其2015-2016的研究費用達10.12億美元，已在六年（2010-2015）之間四次超過10億美金。
美國科學基金會列出加州大學聖地亞哥分校是加州大學系統中研究支出最高的分校，在全美國研究型大學中其研究支出位列第六名。有650多家公司是由加州大學聖地亞哥分校的教工和校友建立，或者使用了其教工和校友所研發的科技。其中有很多是生物科技類和其他科技類公司。在聖地亞哥當地有200多個的公司和加州大學聖地亞哥分校有關聯。40%以上當地生物工程工業的僱員在加州大學聖地亞哥分校產生的公司里工作。

## 學術
加利福尼亚大学聖地亞哥分校是美國最著名的公立大學之一，也是世界著名的研究性大學，其在美國以至全球均享負盛名，也在多年來的大學評分中名列前茅。近年更在多項理工科排名中，爬升至美國前十。在许多大型学科中，加利福尼亚大学聖地亞哥分校都名列前30。
加利福尼亚大学聖地亞哥分校在许多学术排名中表现卓越。其中在2021年U.S. News世界大學排名中，加利福尼亚大学聖地亞哥分校位列美國國內大学第35名（公立大學第8）。在2021年泰晤士高等教育世界大學排名中，加利福尼亚大学聖地亞哥分校名列全球33名。在2021年QS世界大学排名中，加利福尼亚大学聖地亞哥分校则名列全球54名。而在自然指数排名中位列全球19名。在2017年美国国家科学基金会的科研支出排名中位列全美第7。而在综合考虑了社会流动性（录取低收入家庭学子）、研究（奖学金和博士学位）和社会责任三方面的华盛顿周刊排名中，学校排名全美第7。
本科生教育方面，学校一共提供大体分为人文、生物科学、工程、数学、物质科学和社会科学五类的125个本科专业。38%的本科生以社会科学作为专业，人数最多；其次是生物科学，有25%的人作为专业；然后是工程的18%，科学和数学的8%，最后是修读艺术有3%。
研究生教育方面，则以各学术型研究学院和职业型研究学院作为主体，一共提供35个硕士学位项目和47个博士学位项目。其中有9个博士学位项目是和聖地亞哥州立大学或其他加州大学系统的学校合作开办。加利福尼亚大学聖地亞哥分校的研究生项目受认可度极高，其开设的生物科学和医学、经济学、社会科学、计算机科学以及机械工程项目都在各大排名中名列前茅。
此外，学校也开设在加利福尼亚大学聖地亞哥分校扩展（UC San Diego Extension）提供继续教育和公共教育，该部门颁发超过一百种职业或专项证书。每年大约有五万人选择通过该项目接受教育。
| 生物学     | 16 |
| 商科       | 69 |
| 化学       | 20 |
| 计算机科学 | 16 |
| 地球科学   | 15 |
| 经济学     | 12 |
| 教育学     | 68 |
| 工程       | 11 |
| 英语       | 42 |
| 艺术       | 13 |
| 历史       | 41 |
| 数学       | 19 |
| 临床医学   | 30 |
| 研究医学   | 21 |
| 药学       | 25 |
| 物理学     | 17 |
| 政治科学   | 9  |
| 心理学     | 13 |
| 公共事务学 | 74 |
| 社会学     | 36 |

| 人文               | 28  |
| 生物学和生物化学   | 9   |
| 化学               | 39  |
| 临床医学           | 20  |
| 计算机科学         | 42  |
| 经济学和商科       | 47  |
| 工程               | 42  |
| 环境学             | 53  |
| 地质科学           | 11  |
| 免疫学             | 20  |
| 材料科学           | 69  |
| 数学               | 73  |
| 微生物学           | 12  |
| 分子生物学和基因学 | 13  |
| 神经科学和行为学   | 11  |
| 药学               | 2   |
| 物理               | 55  |
| 动物和植物学       | 21  |
| 精神病学和心理学   | 16  |
| 社会科学和公共健康 | 28  |
| 空间科学           | 105 |

## 著名校友

### 諾貝爾獎者得主
- 哈羅德·尤里：1934年諾貝爾化學獎得主。
- 萊納斯·鮑林：1954年諾貝爾化學獎得主，1962年諾貝爾和平獎得主。
- 馬里奧·莫利納：1995年諾貝爾化學獎得主之一。
- 保羅·克魯岑：1995年諾貝爾化學獎得主。
- 沃爾特·科恩：1998年諾貝爾化學獎得主之一。
- 錢永健：2008年諾貝爾化學獎得主之一。
- 威廉·莫爾納爾：2014年諾貝爾化學獎得主之一。
- 弗朗西斯·克里克：1962年諾貝爾生理學或醫學獎得主之一。
- 羅納托·杜爾貝科：1975年諾貝爾生理學或醫學獎得主之一。
- 喬治·埃米爾·帕拉德：1974年諾貝爾生理學或醫學獎得主之一。
- 利根川進：1987年諾貝爾生理學或醫學獎得主。
- 布魯斯·比尤特勒：2011年諾貝爾生理學或醫學獎得主之一。
- 瑪麗亞·格佩特-梅耶：1963年諾貝爾物理獎得主之一。
- 漢尼斯·阿爾文：1970年諾貝爾物理獎得主之一。
- 哈利·馬可維茲：1990年諾貝爾經濟學獎得主之一。
- 克萊夫·格蘭傑：2003年諾貝爾經濟學獎得主之一。
- 羅伯特·F·恩格爾：2003年諾貝爾經濟學獎得主之一。

### 菲爾茲獎得主
- 麥可·弗里德曼：1986年菲爾茲獎得主之一。
- 葉菲姆·澤爾曼諾夫：1994年菲爾茲獎得主之一。

### 其他校友
- 凱西·阿克：美國實驗性作家、散文設計師、劇作家、論說文家、後現代主義家。
- 比利·比恩：美國職棒大聯盟奧克蘭運動家球隊總經理。
- 安吉拉·戴维斯：美國政治活動家，學者和作家。
- 卡勒德·胡賽尼：美國醫師與暢銷書作家。
- 金·史丹利·羅賓遜：美國科幻小說作家。
- 克萊格·凡特：美國生物學家及企業家。
- 喬治·費海爾：美國生物物理學家。
- 唐·諾曼：美國認知科學，人因工程等設計領域的著名學者。
- 厄文·馬克·雅各布：美國電機工程師，為高通公司的共同創辦者以及前執行長。
- 傑佛瑞·伯比奇：英國天文學家。
- 瑪格麗特·伯比奇：英國天文學家。
- 約翰·W·道爾：美國歷史學家、作家、教授。
- 葛立恆：美國數學家。
- 菲利普·基徹：英國哲學教授，關注科學哲學領域。
- 赫伯特·馬爾庫塞：德裔美籍哲學家和社會理論家。
- 史丹利·米勒：美國化學家和生物學家。
- K·C·尼古勞：塞浦路斯裔美國化學家。
- 維萊亞努爾·拉馬錢德蘭：美籍印度裔神經科學家。
- L·S·斯塔夫里阿諾斯：希臘裔加拿大籍歷史學家。
- 艾爾基·羅斯拉堤：芬蘭裔美國醫學家，美國國家科學院院士，聖塔芭芭拉加州大學教授。
- 安德魯·維特比：意大利-美國電機工程師和企業家，高通公司的共同創建者之一。
- 凱利·穆利斯：美國生物化學家。
- 安東尼·R·亨特：英裔美國生物學家。
- 朱迪斯·霍伯斯坦：現為美國南加州大學女性主義研究中心主任，英語系教授。
- 謝淑麗：中美政治專家。
- 蘭茜·艾靈臣：美國超級名模。

### 亞裔校友
- 管中閔：台灣經濟學家、曾任國立台灣大學校長、中央研究院院士。
- 有道出人：美裔日本人，現職大學講師及作家。
- 石坂公成：日本科學家、醫學家、免疫學家，美國國家科學院院士，現任拉霍亞過敏與免疫學研究所名譽所長，也是經團連原會長石坂泰三的外甥。
- 前野悦輝：日本科學家，京都大學教授
- 謝曉亮：美國化學家、生物物理學家。現任哈佛大學化學及化學生物學系教授。
- 錢煦：美籍華裔科學家，聖地亞哥加州大學惠特克生物醫學工程研究院院長，美國生物醫學協會主席。
- 金芳蓉：美籍华裔數學家。
- 馮元楨：美籍華人生物工程學家、生物力學家，生物力學的創始人，生物醫學工程的奠基人。
- 也斯：本名梁秉鈞，香港作家，香港嶺南大學中文系比較文學講座教授。
- 陳清僑：香港嶺南大學文化研究系教授，文學院學術事務長兼群芳文化研究及發展部副主任，公民黨副主席，中央政策組非全職顧問。
- 吳家瑋：香港科技大學創校校長。
- 朱經武：美籍華人物理學家，臺灣綜合大學系統首任系統校長，曾擔任香港科技大學校長。
- 徐遐生：美籍華人天文學家，曾任台灣國立清華大學校長。
- 李家維：台灣生物學家，現任教於國立清華大學生命科學系，並且是台灣中文版《科學人》雜誌總編輯。
- 艾琳達：人權運動者，紐約州立大學社會系博士，現為台北醫學大學醫學人文研究所助理教授。
- 葉永烜：德籍華人天文學家，現在台灣國立中央大學任教。
- 沈呂九：國際知名的物理學家。
- 楊祥發：台灣科學家，沃爾夫獎得主。
- 陳鈴津：台灣醫學家，現任中央研究院基因體研究中心特聘研究員兼中心副主任/醫學生物學組執行長。
- 文正仁：朝鮮問題的專家，現任延世大學政治外交系教授。
- 蔡詩東：等離子體物理學家，中國科學院院士。
- 胡流源：美籍華裔生物工程學家，美國國家科學院醫學院、工程學院院士，中央研究院院士。

## 外部連結
- 聖地亞哥加州大學官方網站 （页面存档备份，存于）
- 聖地亞哥加州大學著名校友 （页面存档备份，存于）